# Динамо (футбольный клуб, Дуала)
«Динамо» (фр. Dynamo) — камерунский футбольный клуб из Дуалы, выступающий в чемпионате Камеруна. Домашней ареной клуба является Стад де Реунификашн, вместимостью 30 тысяч зрителей.

## История
Футбольный клуб «Динамо» был основан в 1948 году в Дуале, которая тогда являлась частью Французского Камеруна. Учредителем клуба стала марксистская партия Союз народов Камеруна. Игроками клуба в основном были представители народности басса. На языке басса команда именуется как «Бон Ба Джоб» (Дети Божьи).
После провозглашения независимости Камеруна «Динамо» начало выступать в местном национальном чемпионате. Наилучший результат команда показала в 1979 году, завоевав бронзовые медали.
Трижды «динамовцы» становилась победителем Кубка Камеруна (1979, 1981, 1998). Успехи в национальном кубке позволили клубу трижды сыграть на всеафриканском уровне в рамках Кубка обладателей кубков КАФ, где камерунцы не проходили дальше второго раунда.
С 2014 по 2023 год команда играла во втором дивизионе Камеруна, сумев вернуться в высший дивизион по итогам сезона 2022/23, заняв второе место в турнире. С разницей в три недели в 2015 году скончались два футболиста «Динамо» Фердинанд Мбог и Леопольд Ангонг Обен. При этом последний умер во время матча второго дивизиона.

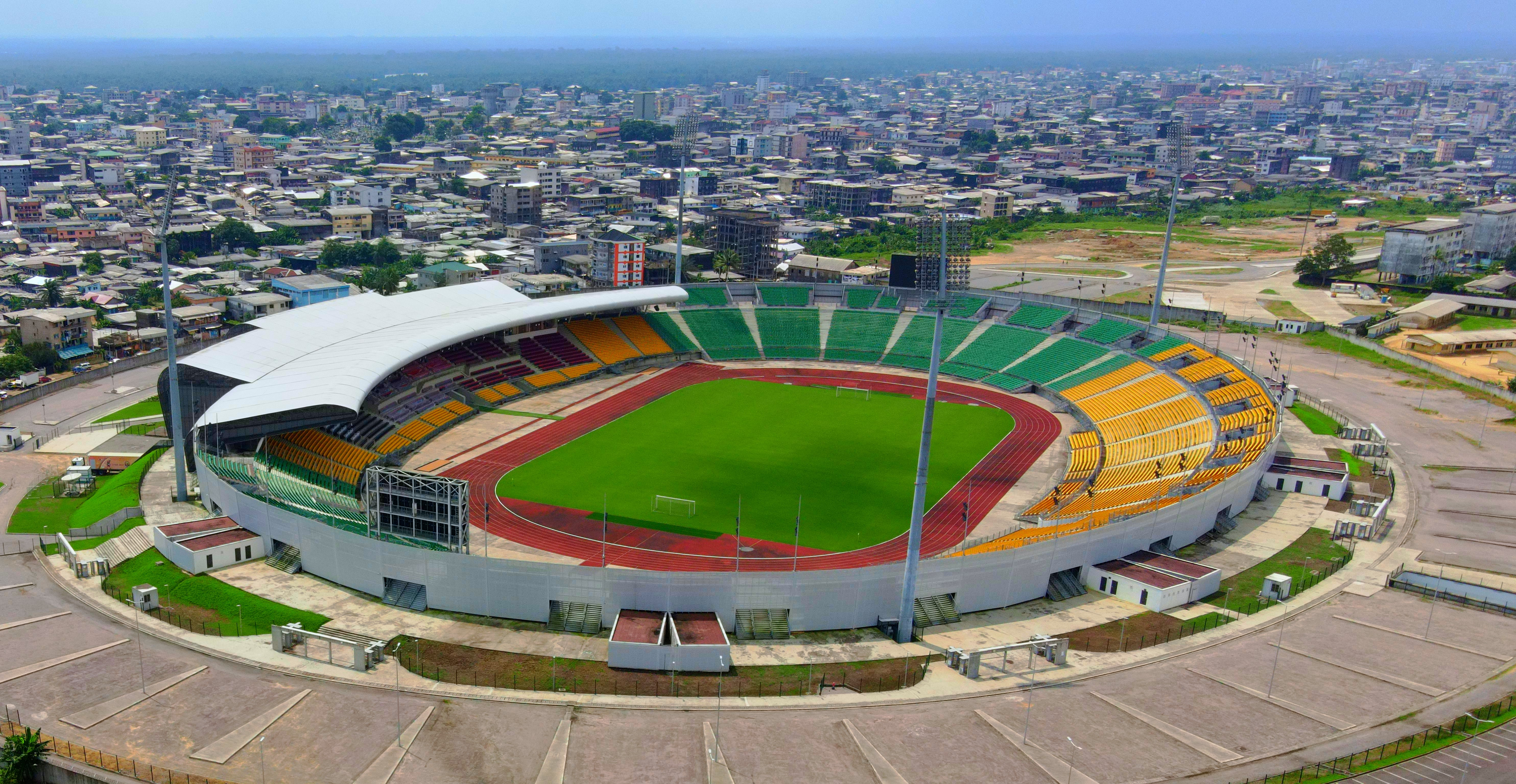
Домашний стадион

В составе команды в разное время играли футболисты, имеющие опыт выступления за национальную сборную Камеруна, такие как Модест М’Бами, Мартин Майя, Эдмонд Энока, Леонель Атеба и Анье Фри. На чемпионате мира 1982 года были представлены двое игроков «Динамо»: вратарь Симон Чобанг и нападающий Ален Эйобо Маконго.
На выборах 2023 года президентом клуба на четырёхлетний срок был избран Альфонс Беа. Главным тренером с 2023 года является Ив Клеман Аррога.

## Достижения
- Победитель Кубка Камеруна: 1979, 1981, 1998

## Последние результаты
| Сезон | Див. | Место | Кубок Камеруна |         | Сезон | Див. | Место       | Кубок Камеруна |
| ----- | ---- | ----- | -------------- | ------- | ----- | ---- | ----------- | -------------- |
| 2014  | II   | 9     | 1/8 финала     | 2019/20 | II    | 10   |             |                |
| 2015  | II   | 10    | 1/32 финала    | 2021    | II    | 7    | 1/16 финала |                |
| 2016  | II   | 12    | 1/32 финала    | 2022    | II    | 8    | 1/32 финала |                |
| 2017  | II   | 8     | 1/64 финала    | 2022/23 | II    | 2    | 1/4 финала  |                |
| 2018  | II   | 9     | 1/16 финала    | 2023/24 | I     | 8    | 1/16 финала |                |
| 2019  | II   | 11    | 1/8 финала     | 2024/25 | I     |      |             |                |

## Континентальный турнир
| Сезон | Турнир                       | Этап | Соперник            | Дома | Гости | Общий |
| ----- | ---------------------------- | ---- | ------------------- | ---- | ----- | ----- |
| 1980  | Кубок обладателей кубков КАФ | 2    | Секонди Элевен Уайз | 1-1  | 1-2   | 2-3   |
| 1982  | Кубок обладателей кубков КАФ | 1    | Гард Насьональ      | 1-0  | 2-0   | 3-0   |
| 1982  | Кубок обладателей кубков КАФ | 2    | Африка Спорт        | 1-2  | 0-1   | 1-3   |
| 1999  | Кубок обладателей кубков КАФ | 1    | Анже де Фатима      | 3-0  | 0-1   | 3-1   |
| 1999  | Кубок обладателей кубков КАФ | 2    | Клуб Африкен        | 1-2  | 0-4   | 1-6   |